# Calamagrostis epigejos
Calamagrostis epigejos es una especie de hierba de la familia Poaceae. Es nativa de Eurasia y África.

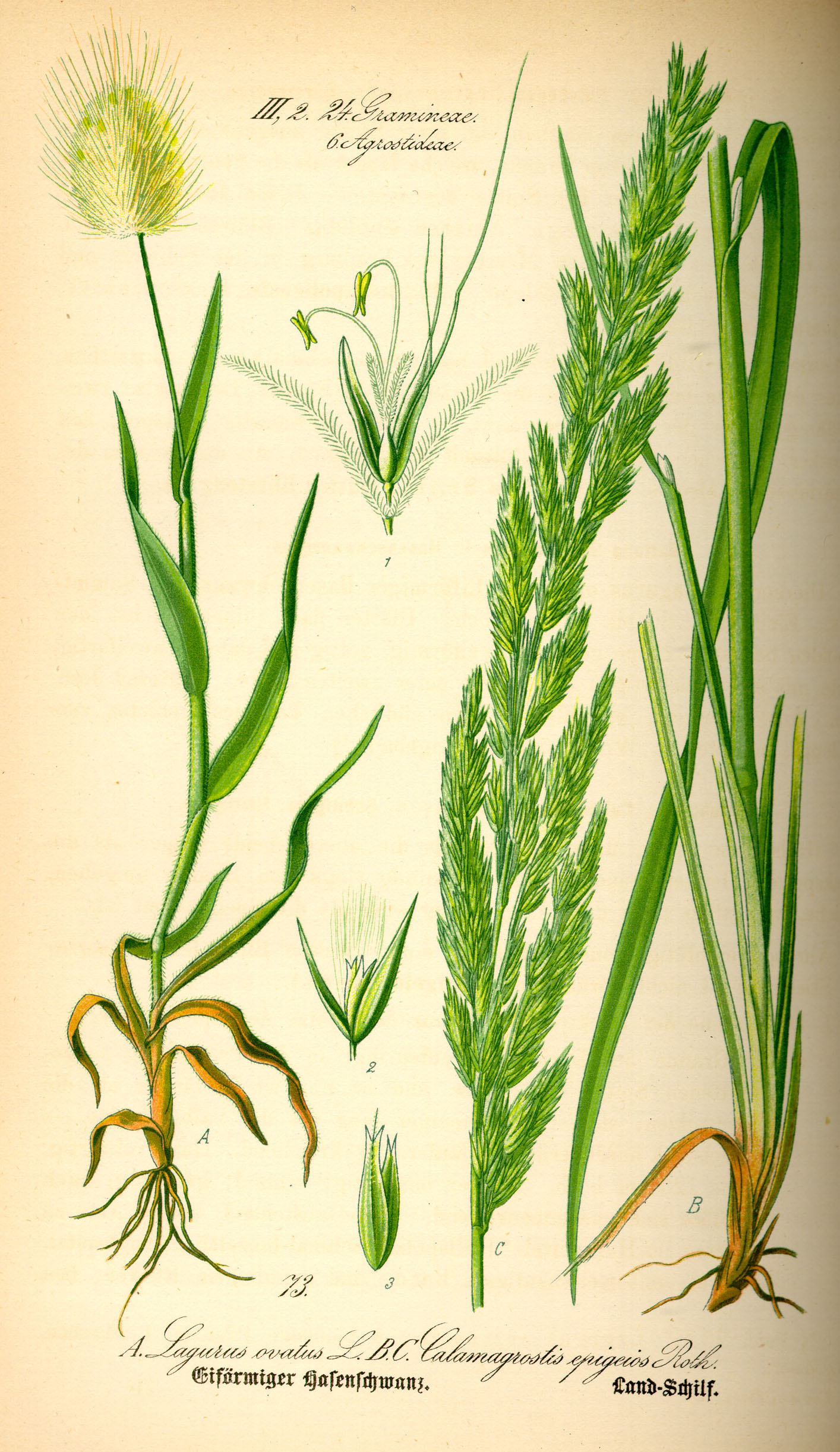
Ilustración

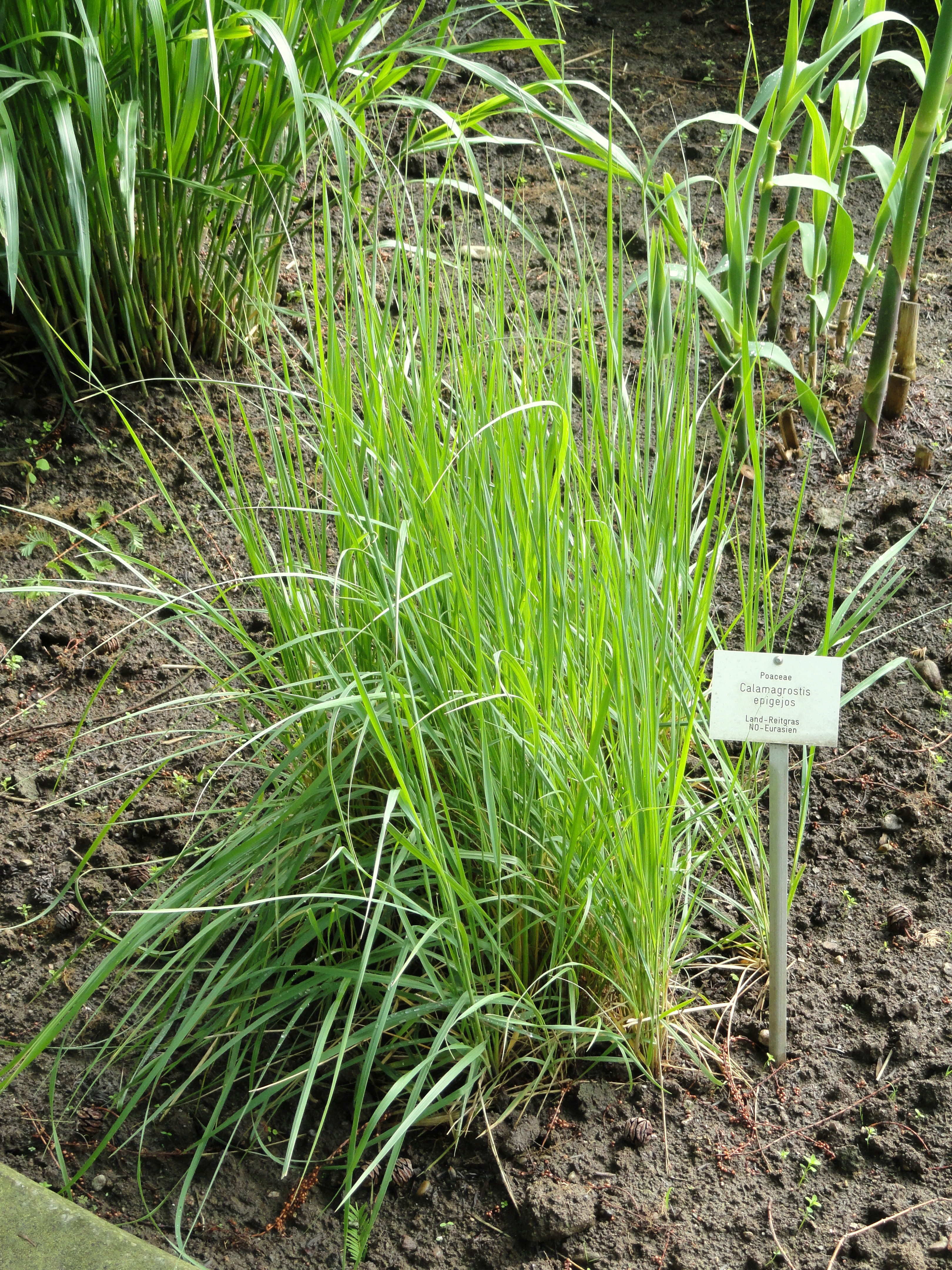
Detalle de la planta

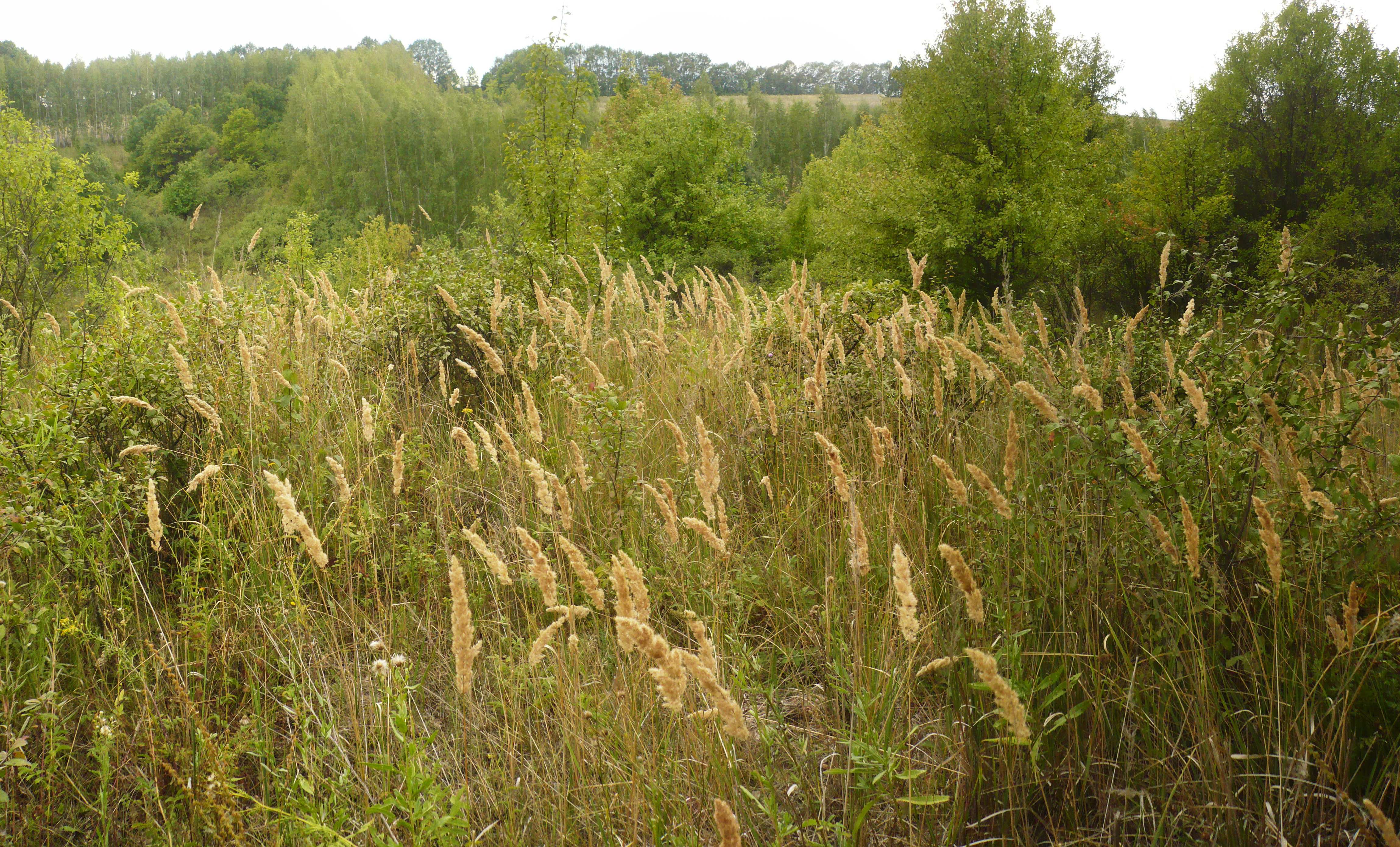
Detalle de la planta en su hábitat

## Descripción
El follaje es de color verde y  perenne con largos rizomas. Los tallos son erectos y miden de 60 a 200 centímetros  de largo, mientras que las láminas foliares son de 70 centímetros de largo y 3-14 mm  (en algunos casos hasta 20 milímetros) de ancho. Su lígula mide 4-12 mm  de largo y es aguda y lacerada. La especie también tienen una panoja erecta de 15 a 30 centímetros  de largo y que también es rectangular y casi lanceolada. Las espiguillas miden 4.5-7 milímetros de largo, mientras que la raquilla se prolonga. Las glumas son  lanceoladas, mientras que el lema es sólo la mitad de su longitud. Sus aristas son 1-2.5 milímetros y están situados más cerca del centro de las lemas. La inflorescencia es de un color marrón intenso. Las flores son espigas densas y estrechas de 25-35 cm   de largo.

## Distribución y hábitat
C. epigejos es nativa de Eurasia y África, donde se encuentra en lugares de humedad y  hábitats salados pantanosos y húmedos.

## Taxonomía
Calamagrostis epigejos fue descrita por (L.) Roth y publicado en Tentamen Florae Germanicae 1: 34. 1788.
Etimología
Ver: Calamagrostis
epigejos: epíteto
Sinonimia
- Agrostis alba var. umbrosa (Pers.) Richter
- Agrostis epigeios (DC.) Raspail
- Agrostis spura Roem. & Schult.
- Agrostis umbrosa Pers. ex Trin.
- Arundo calamagrostis M.Bieb.
- Arundo contracta Gilkib.
- Arundo epigeios L.
- Arundo epigejos L.
- Arundo intermedia C.C.Gmel.
- Arundo stricta Gilib.
- Athernotus epigeios (L.) Dulac
- Calamagrostis acrathera Peterm.
- Calamagrostis arenicola Fernald
- Calamagrostis costei Sennen
- Calamagrostis epigea St.-Lag.
- Calamagrostis extremiorientalis (Tzvelev) Prob.
- Calamagrostis flabellum Bergeret
- Calamagrostis georgica K.Koch
- Calamagrostis gigantea Roshev.
- Calamagrostis glomerata Boiss. & Buhse
- Calamagrostis huebneriana Rchb.
- Calamagrostis karataviensis P.A.Smirn.
- Calamagrostis koibalensis Reverd.
- Calamagrostis lanceolata Stokes
- Calamagrostis lenkoranensis Steud.
- Calamagrostis macrolepis Litv.
- Calamagrostis macrolepis var. rigidula F.T.Wang
- Calamagrostis meinshausenii (Tzvelev) Vilyasoo
- Calamagrostis × neumaniana Torges
- Calamagrostis odessana Besser ex Andrz.
- Calamagrostis pseudoepigeios Honda
- Calamagrostis rigens Fr.
- Calamagrostis rigidula A.I.Baranov & Skvortz.
- Calamagrostis souliei Sennen
- Calamagrostis subulata Dumort.
- Calamagrostis thrysoidea K.Koch
- Calamagrostis wirtgeniana Hausskn.[4][5][1]